# Rodney Nuckey
Rodney Nuckey (London, 1929. június 26. – Manila, 2000. június 29.) brit autóversenyző.

## Pályafutása
A Formula–1-es világbajnokság két versenyén szerepelt pályafutása alatt. Az 1953-as német nagydíjon tizenegyedikként zárt, két körös hátrányban a győztes Giuseppe Farina mögött. Jelen volt még az 1954-es brit versenyen is, ekkor azonban csak az edzéseken szerepelt; a futamon Eric Brandon ment a versenyautójával.
Részt vett több, a világbajnokság keretein kívül rendezett Formula–1-es versenyen is.

## Eredményei

### Teljes Formula–1-es eredménylistája
(Táblázat értelmezése)

(Félkövér: pole-pozícióból indult; dőlt: leggyorsabb kört futott) 

| Év   | Csapat          | Modell     | Motor              | 1   | 2   | 3   | 4   | 5      | 6   | 7      | 8   | 9   | Helyezés | Pont |
| ---- | --------------- | ---------- | ------------------ | --- | --- | --- | --- | ------ | --- | ------ | --- | --- | -------- | ---- |
| 1953 | Rodney Nuckey   | Cooper T23 | Bristol Straight-6 | ARG | 500 | NED | BEL | FRA    | GBR | GER 11 | SUI | ITA | -        | 0    |
| 1954 | Ecurie Richmond | Cooper T23 | Bristol Straight-6 | ARG | 500 | BEL | FRA | GBR Ni | GER | SUI    | ITA | ESP | -        | 0    |

## Külső hivatkozások
- Profilja a grandprix.com honlapon (angolul)
- Profilja a statsf1.com honlapon (angolul)